# Đảng Công nhân Đức Quốc gia Xã hội chủ nghĩa
Đảng Công nhân Đức Quốc gia Xã hội chủ nghĩa (tiếng Đức: Nationalsozialistische Deutsche Arbeiterpartei -  NSDAP), thường được gọi là Đảng Quốc Xã trong tiếng Việt, là đảng cầm quyền Đức trong thời kỳ Đức Quốc Xã. Lãnh tụ của đảng này là Adolf Hitler, được Tổng thống Paul von Hindenburg bổ nhiệm chức Thủ tướng Đế chế Đức. Sau khi Hindenburg chết, Hitler nhanh chóng thiết lập một chế độ độc tài được gọi là Đệ Tam Đế chế, trong đó Đảng Quốc xã giành quyền lực gần như tuyệt đối. Tuân theo một hệ tư tưởng nhấn mạnh vào sự trong sạch chủng tộc của người Đức và xem người Do Thái và người cộng sản là những kẻ thù lớn nhất của nước Đức, chính quyền đã đi đến chỗ mở đầu một chiến dịch diệt chủng chống lại chủng tộc Do Thái và các nhóm chủng tộc khác, gây ra cái chết của khoảng 12 triệu người trong cuộc diệt chủng Holocaust. Khái niệm của Hitler về Lebensraum (không gian sống) và sự theo đuổi quan niệm này của ông đã dẫn đến các cuộc xâm lược của Đức đối với các nước khác tại Châu Âu, đưa đến Chiến tranh thế giới thứ hai.
Sau Chiến tranh thế giới thứ hai, đảng này đã bị giải tán và hiện vẫn bị cấm hoạt động tại Đức.
Một số người hiểu sai cụm từ "Xã hội Chủ nghĩa" trong cái tên "Quốc gia Xã hội Chủ nghĩa", cho rằng Quốc xã cũng thuộc cánh Tả, thậm chí đánh đồng "Quốc xã cũng là một dạng Cộng sản". Thực tế không đúng như vậy. Cụm từ "Nationalsozialistische" có nghĩa là "Chủ nghĩa Quốc gia Xã hội", khi viết ngược lại là "Quốc gia Xã hội Chủ nghĩa" làm người đọc hiểu sai. Quốc xã thuộc phái cực Hữu, hoàn toàn đối nghịch với cánh Tả. Họ chống Cộng sản và ủng hộ Chủ nghĩa Dân tộc, không phải Xã hội Chủ nghĩa và không thuộc về cánh Tả.

## Bước khởi đầu của Đảng Quốc Xã

Biểu tượng thường được dùng như đảng huy của Đảng NSDAP

Sau khi trở về từ Chiến tranh thế giới thứ nhất, Adolf Hitler không có triển vọng gì về sự nghiệp chính trị cho một người Áo 31 tuổi không bạn bè, không tiền bạc, không công ăn việc làm, không nghề chuyên môn, và không hề có kinh nghiệm gì về hoạt động chính trị. Hitler nhận thức được điều này, ông kể lại:
Trong nhiều ngày, tôi tự hỏi phải làm gì, nhưng tôi đều tỉnh táo nhận ra rằng tôi, con người vô danh như thế này, không hề có cơ sở tối thiểu cho hoạt động hữu ích nào.
Hitler trở lại München vào mùa xuân 1920, Hitler tham gia vào việc cung cấp thông tin cho cuộc điều tra những người đã can dự vào chế độ Xô-viết ngắn ngủi ở München.
Rất có thể Hitler đã đóng góp vai trò hữu ích, vì thế ông được điều vào Ban Báo chí và Thông tin của Phòng Chiến tranh Chính trị đóng tại quân khu địa phương. Trái với truyền thống của họ, Quân đội Đức bây giờ nhúng sâu vào chính trị, đặc biệt là ở Bayern. Để quảng bá đường lối bảo thủ, họ tổ chức cho binh sĩ theo học các lớp chính trị, và Hitler là học viên chăm chỉ tham dự một trong các lớp học này. Theo lời ông kể lại, một ngày, ông chen vào tranh luận khi có người nói tốt cho dân Do Thái. Lời diễn thuyết bài Do Thái hẳn làm cho cấp trên vui lòng, kết quả là Hitler được điều đến một trung đoàn với tư cách giống như là chính trị viên, lĩnh nhiệm vụ đánh đổ những ý tưởng nguy hiểm – chủ nghĩa cầu hòa, chủ nghĩa xã hội, ý niệm dân chủ; đấy là quan điểm về vai trò của quân đội trong một nền cộng hòa dân chủ mà họ đã tuyên thệ phục vụ.
Đây là một bước ngoặt quan trọng cho Hitler – sự công nhận đầu tiên trong lĩnh vực chính trị mà ông cố chen vào. Vai trò mới đã cho ông cơ hội để thử thách tài hùng biện của mình – yếu tố tiên quyết mà ông luôn nghĩ phải có đối với một chính trị gia thành đạt. Ông kể lại:
Thình lình tôi có cơ hội để phát biểu trước đám đông; và điều mà tôi luôn nghĩ trong đầu nhưng không chắc sẽ làm tốt đã được minh chứng: tôi có thể "ăn nói."
Một ngày tháng 9 năm 1919, Phòng Chiến tranh Chính trị ra lệnh cho Hitler dò xét một nhóm chính trị nhỏ tự gọi là Đảng Lao động Đức. Quân đội luôn tỏ ra nghi ngờ các đảng phái của công nhân vì họ thường theo cánh Xã hội hoặc Cộng sản, nhưng tin rằng nhóm này có thể khác. Hitler không hề biết gì về đảng này, nhưng quen biết với một người sẽ phát biểu trong buổi họp của đảng mà ông được lệnh tìm hiểu.
Vài tuần trước, trong một buổi học tập chính trị do Quân đội tổ chức, Hitler được nghe bài phát biểu của Gottfried Feder, kỹ sư xây dựng và cũng là chuyên gia kinh tế lập dị. Ông này bị ám ảnh với ý nghĩ rằng tư bản "đầu cơ" thay vì tư bản "sáng tạo" hoặc tư bản "sản xuất" là cội rễ của mọi vấn nạn kinh tế của Đức. Là người không biết gì về kinh tế, Hitler có ấn tượng mạnh với bài phát biểu của Feder.

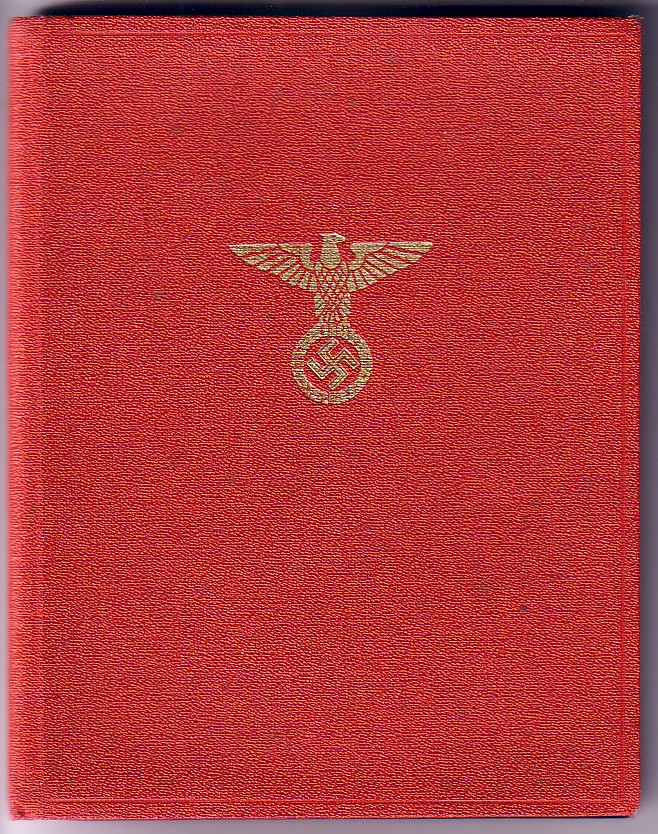
Mẫu thẻ đảng tiêu chuẩn của năm 1939

Nhưng khởi đầu Hitler không nhận ra tầm quan trọng gì ở Đảng Lao động Đức. Ông đi đến buổi họp của đảng này chỉ vì được phái đến, và sau khi đã ngồi nghe suốt một buổi chán ngắt với khoảng 25 người tham dự, ông không có ấn tượng tốt. Ông kể:
Đấy là một tổ chức mới giống như bao tổ chức khác. Đây là thời kỳ mà bất kỳ ai bất mãn với thời cuộc... đều cảm thấy cần thành lập một đảng mới. Đâu đâu cũng thấy đảng mới mọc lên rồi lặng lẽ biến mất. Tôi nghĩ Đảng Lao động Đức cũng không khác gì.
Sau khi Feder đã phát biểu xong, Hitler chuẩn bị ra về, thì có một "giáo sư" đứng lên, cật vấn ý kiến của Feder rồi đề nghị Bayern nên tách ra khỏi nước Đức và lập một nước Nam Đức mới cùng với Áo. Đấy là ý tưởng phổ biến ở München thời bấy giờ, nhưng Hitler tỏ ra giận dữ và đứng lên để cho nhà trí thức kia đôi điều suy nghĩ. Dường như Hitler nói một cách mạnh mẽ đến nỗi vị giáo sư phải rời bỏ phòng họp, trong khi cả hội trường nhìn ông với vẻ mặt kinh ngạc. Một người – mà Hitler kể lúc ấy không nghe rõ tên – dúi một quyển sách nhỏ vào tay Hitler.
Người này có tên là Anton Drexler, làm thợ rèn, có thể nói là người thật sự sáng lập Đảng Quốc Xã. Không viết giỏi và không có tài ăn nói, năm 1918 ông đã thành lập "Ủy ban Công nhân Độc lập" để chống lại chủ nghĩa Marx trong các nghiệp đoàn và để dấy động nền hòa bình "công tâm" cho Đức. Thật ra, tổ chức này là chi nhánh của một hiệp hội có tên rất dài (nước Đức lúc ấy đến năm 1933 có nhiều đoàn thể mang tên rất dài).
Drexler không bao giờ kết nạp được hơn 40 thành viên, và vào năm 1919 ông sáp nhập tổ chức của mình với một nhóm tương tự của một nhà báo tên Karl Harrer. Tổ chức mới mang tên Đảng Lao động Đức, chỉ có không đến 100 đảng viên, do Harrer làm chủ tịch đảng. Hitler đánh giá Harrer là con người trung thực và "chắc chắn có nền giáo dục rộng" nhưng lấy làm tiếc là thiếu "thiên bẩm về hùng biện".
Sáng hôm sau, nằm trong doanh trại quân đội, Hitler mở quyển sách mà Drexler trao cho. Ông mô tả chi tiết việc này trong quyển Mein Kampf. Ông ngạc nhiên nhận thấy quyển sách thể hiện nhiều ý tưởng hay mà chính ông đã tiếp thu trong nhiều năm. Mục đích chính của Drexler là gây dựng một đảng phái chính trị dựa trên giai cấp công nhân, nhưng không giống như Đảng Dân chủ Xã hội Đức, đảng này phải thiên mạnh về chủ nghĩa quốc gia. Drexler bất mãn với tinh thần của giai cấp trung lưu vốn dường như xa rời quần chúng. Như đã biết, ở Wien, Hitler đã có cảm nghĩ khinh bỉ giới tư sản với cùng lý do – không quan tâm đến giới công nhân và những vấn nạn xã hội. Vì thế, ý tưởng của Drexler rất hợp với Hitler.

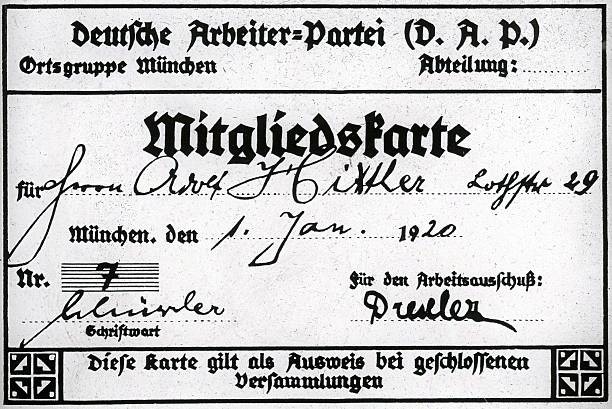
Thẻ đảng viên của Hitler khi tham gia vào Đảng Lao động Đức (DAP), cũng là tiền thân của Đảng Quốc Xã (NSDAP) sau này.

Chiều hôm ấy, Hitler kinh ngạc khi nhận được một bưu thiếp cho biết ông đã được chấp nhận gia nhập Đảng Lao động Đức. Ông kể lại:
Tôi không biết phải giận dữ hoặc bật cười. Tôi không định gia nhập một đảng đã có sẵn, mà muốn thành lập một đảng mới cho riêng mình. Họ đã quá đường đột...
Ông định viết thư trả lời như thế, nhưng rồi "tính hiếu kỳ trỗi dậy" và quyết định tham dự buổi họp trung ương đảng mà ông được mời hầu giải thích lý do tại sao không gia nhập "cái tổ chức nhỏ bé một cách phi lý này".
Đấy là một nơi chốn tồi tàn... Tôi đi qua một phòng ăn tối tăm không có một bóng người, mở cánh cửa thông ra phòng phía sau, và rồi đối diện với Trung ương đảng. Trong ánh đèn khí đốt tù mù, bốn người trẻ tuổi ngồi, trong số đó là tác giả của quyển sách nhỏ, người này lập tức vui vẻ chào hỏi rồi mở lời tiếp đón tôi với tư cách một đảng viên mới của Đảng Lao động Đức. Tôi sửng sốt thực sự. Người ta đọc lên biên bản buổi họp trước, rồi thư ký ghi nhận biểu quyết chấp thuận. Kế đến là báo cáo tài chính – toàn đảng chỉ sở hữu số tiền 7 Mác Đức và 50 pfennig – theo đấy người tài vụ nhận biểu quyết chấp thuận. Rồi người ta cũng ghi việc này vào biên bản buổi họp. Rồi Chủ tịch Đảng đọc thư phúc đáp cho vài người, và mọi người đều tỏ ý thông qua. Kế đến là báo cáo về những thư mới nhận được...
Kém cỏi, thật là kém cỏi! Đây là một câu lạc bộ theo cách thức tệ hại nhất. Liệu tôi sẽ gia nhập tổ chức này hay không?
Tuy thế, có điều gì đấy ở những người ăn mặc lôi thôi trong gian phòng tù mù khiến cho Hitler cảm thấy bị cuốn hút: "tấm lòng tha thiết cho một phong trào mới vượt quá tầm mức một đảng phái theo ý nghĩa từ trước đến giờ trên thế giới." Tối hôm ấy, Hitler trở về doanh trại quân đội để "đối diện với câu hỏi khó khăn nhất trong đời tôi: có nên gia nhập hay không?" Lý lẽ cho biết ông nên từ chối. Và tuy thế, chính vì đảng này không có vị thế quan trọng sẽ tạo cho người trai trẻ có năng lực và ý tưởng một cơ hội hoạt động đúng theo sở nguyện cá nhân thật sự. Hitler ngẫm nghĩ về những gì ông có thể mang đến cho nhiệm vụ này.
Tôi có thể chịu đựng được cảnh nghèo túng và không có phương tiện sinh nhai, nhưng điều khó khăn hơn là tôi đang ở trong số những người vô danh, tôi chỉ là một trong hàng triệu người phải nỗ lực tồn tại mà không có ai thân cận chiếu cố đến. Hơn nữa, còn có sự hạn chế vì tôi thiếu nền học vấn.
Sau hai ngày suy nghĩ, cuối cùng ông xác định là cần tiến theo hướng này. Đây là kết luận có tính cách quyết định nhất trong đời, từ bây giờ, không có chuyện quay đầu lại. Thế là, Adolf Hitler trở thành Ủy viên Trung ương thứ bảy của Đảng Lao động Đức.
Đại úy Ernst Röhm, phục vụ trong một đơn vị quân đội ở München, đã gia nhập đảng trước Hitler, có đầu óc nhạy cảm về chính trị và có tài tổ chức. Giống như Hitler, ông mang tư tưởng ghét bỏ sục sôi đối với nền Cộng hòa dân chủ và "tội đồ Tháng Mười một" mà ông cho là có trách nhiệm tạo ra nền Cộng hòa. Ông có chí hướng tái lập một nước Đức có tính quốc gia mạnh mẽ, và cùng với Hitler, ông tin rằng chỉ có thể làm được điều này qua một đảng dựa trên giai cấp thấp mà từ đấy ông đã ngoi lên, không giống như phần lớn sĩ quan chính quy. Có hành động cứng rắn, tàn bạo, sục sôi – dù là người đồng tính luyến ái giống như nhiều đảng viên Quốc Xã vào thời kỳ đầu – ông giúp tổ chức nên những đội quân sau này trở thành lực lượng áo nâu SA mà ông là tham mưu trưởng cho đến khi bị Hitler sát hại năm 1934. Röhm đã dẫn theo một số lượng lớn cựu chiến binh và quân tình nguyện để tạo nên xương sống cho đảng trong thời kỳ đầu. Trên cương vị một sĩ quan trong quân đội đang kiểm soát Bayern, Röhm cũng vận động Quân đội giúp bao che cho đảng và đôi lúc lôi kéo sự hậu thuẫn của chính quyền. Nếu không có những sự hỗ trợ này, Hitler không thể có bước khởi đầu thuận lợi để xách động quần chúng lật đổ nền Cộng hòa. Điều chắc chắn là Hitler có thể tự do thực hiện những biện pháp khủng bố và đe dọa vì nhờ chính quyền và cảnh sát Bayern làm ngơ.
Dietrich Eckart, nhà báo nhưng là nhà thơ và kịch tác gia, lớn hơn Hitler 21 tuổi, thường được xem là nhà sáng lập tinh thần của Quốc Xã. Cũng như Hitler ở Wien, có một thời ông sống ở Berlin, lại nghiện rượu, sử dụng nha phiến, rồi được đưa vào bệnh viện tâm thần. Ông thường thuyết giảng về tính ưu việt của chủng người Aryan, kêu gọi diệt trừ người Do Thái và lật đổ chính quyền Berlin.
Nhà thơ nghiện rượu Eckart (qua đời năm 1923 vì uống rượu quá nhiều) đã tuyên bố:
Chúng ta cần có một người cầm đầu có thể chịu được tiếng súng liên thanh... Ta không thể sử dụng sĩ quan quân đội, vì dân chúng không còn kính trọng họ nữa. Người thích hợp nhất là một công nhân có tài ăn nói... Anh ấy không cần có đầu óc... Anh ấy phải còn độc thân, rồi chúng ta sẽ đi kiếm phụ nữ.
Eckart trở thành cố vấn thân cận cho anh trai trẻ đang lên trong Đảng Lao động Đức, cho anh mượn sách báo, giúp anh cải thiện khả năng Đức ngữ – cả viết và nói – và giới thiệu anh với đám bạn bè đông đảo. Những người này không chỉ gồm có nhà giàu cung ứng ngân quỹ cho đảng và chi phí sinh hoạt cho Hitler, mà còn có những phụ tá trong tương lai như Rudolf Heß và Alfred Rosenberg.
Có sự pha trộn của những nhân vật quái dị sáng lập nên Đảng Quốc Xã, những người vô hình trung đã bắt đầu đặt nền tảng cho một phong trào mà 13 năm kế tiếp sẽ lan rộng cả nước, phong trào mạnh mẽ nhất châu Âu, và đưa Đức lên vị thế Đế chế Thứ Ba. Anh thợ rèn Drexler với ý tưởng lộn xộn tạo nên hạt nhân, anh thi sĩ nghiện rượu tạo nên nền tảng "tâm linh," nhà kinh tế quái đản Feder thiết lập ý thức hệ, con người đồng tính luyến ái Röhm mang đến sự hậu thuẫn của Quân đội và cựu chiến binh. Nhưng bây giờ chính là cái anh Adolf Hitler lông bông, chưa tròn 31 tuổi và hoàn toàn vô danh, nắm lấy vai trò đi đầu trong việc gây dựng một tổ chức đang làm việc trong trụ sở nghèo nàn rồi sẽ tiến lên thành một đảng chính trị đáng sợ.
Tất cả ý tưởng nhen nhúm từ những tháng ngày cô đơn đói kém ở Wien giờ đã có chỗ phát huy, và nguồn năng lượng nội tại trước đây âm ỉ giờ đã bùng cháy. Hitler thúc đẩy trung ương đảng còn đang rụt rè tiến lên tổ chức những đại hội lớn hơn. Ông tự đánh máy thư mời dự đại hội. Ông kể lại, có một lần sau khi đã gửi đi 80 thư mời,
chúng tôi ngồi đợi đám đông mà chúng tôi nghĩ sẽ xuất hiện. Đã muộn một tiếng đồng hồ, và ‘chủ tịch’ phải tuyên bố khai mạc đại hội. Một lần nữa chỉ có bảy người – 7 người cũ.
Nhưng Hitler không sờn lòng. Ông tăng số người tham dự bằng cách cho in thư mời bằng ronéo. Ông thu vài đồng Mác Đức để cậy đăng thông cáo đại hội trên một tờ báo. Ông kể: "Kết quả thật là diệu kỳ. Có 111 người đến dự." Hitler dự kiến sẽ có "bài phát biểu" đầu tiên, sau bài diễn văn chính của một "giáo sư München." Nhưng Herrer, chủ tịch đảng trên danh nghĩa, chống đối dự định này. Hitler kể:
Ông ấy chắc chắn là con người chân thật, chỉ có điều cho rằng tôi có khả năng làm việc gì đấy nhưng không thể ăn nói. Tôi phát biểu trong 30 phút, và điều mà trước giờ tôi chỉ nghĩ trong đầu, mà không có cách nào minh chứng, giờ trở thành hiện thực: tôi có khả năng phát biểu!
Hitler cho rằng đám đông "giật nẩy người" vì tài hùng biện của ông, và thể hiện sự phấn khích bằng cách đóng góp 300 đồng Mác giúp đảng vượt qua cơn khốn khó về tài chính trong một thời gian.
Đầu năm 1920, Hitler nắm nhiệm vụ tuyên truyền cho đảng, một công tác mà ông đã suy nghĩ nhiều kể từ lúc quan sát tầm quan trọng của tuyên truyền nơi các đảng phái ở Wien. Ông bắt đầu ngay bằng cách tổ chức một đại hội lớn lao nhất mà đảng tí hon này chưa từng mơ đến. Đại hội được dự trù vào ngày 24/2/1920 trong một nhà hàng bia nổi tiếng ở München có sức chứa 2.000 người. Các ủy viên trung ương nghĩ Hitler đã hóa điên. Harrer từ chức để phản đối và được thay thế bởi Drexler, người cũng tỏ ra hoài nghi. Harrer cũng chống đối tư tưởng bài Do Thái quá khích của Hitler và tin rằng Hitler xa cách với giai cấp lao động. Đấy là những lý do chính khiến cho Harrer từ chức.
Hitler nhấn mạnh rằng ông phải là người đích thân lo liệu các công tác chuẩn bị. Đúng là đại hội có tầm quan trọng đến mức Hitler kết thúc chương đầu của quyển Mein Kampf bằng đoạn mô tả đại hội này, bởi vì đấy là cơ hội mà đảng thoát ra ngoài lớp vỏ bọc của một tổ chức nhỏ và lần đầu tiên tạo ảnh hưởng quyết định lên yếu tố hùng mạnh nhất của thời đại chúng ta: chính kiến của quần chúng.
Ngay cả Hitler vẫn không được xếp lịch là người phát biểu chính. Vai trò này được dành cho TS. Johannes Dingfelder nào đấy, một bác sĩ vật lý theo phương pháp vi lượng đồng cân, con người lập dị đã đóng góp nhiều bài viết về kinh tế trên các báo, và là người chẳng bao lâu đi vào lãng quên. Mọi người đều im lặng sau bài diễn văn của ông; rồi đến phiên Hitler phát biểu. Theo như Hitler mô tả, hội trường trở nên ồn ào với những tiếng la ó, và hỗn loạn vì đảng viên trung thành xô xát với người theo Cộng sản và Xã hội.

## Cương lĩnh Đảng Quốc Xã
Trong bài phát biểu này, lần đầu tiên Hitler nêu lên 25 điểm trong cương lĩnh của Đảng Lao động Đức. Drexler, Feder và Hitler đã thảo ra bản cương lĩnh này một cách vội vã. Phần lớn tiếng la ó là nhắm vào bản cương lĩnh khi Hitler đọc lên, nhưng ông vẫn xem như tất cả các điểm đều được thông qua và trở thành chương trình hành động chính thức của đảng.
Các điểm trong bản cương lĩnh đúng là một thứ hổ lốn, đánh đồng bao quát để mua chuộc công nhân, giai cấp dưới trung lưu và nông dân, và phần lớn đều bị quên lãng khi đảng lên nắm chính quyền. Nhiều cây bút có trình độ đã chế giễu các điểm này, và chính Hitler cũng cảm thấy bối rối khi có người nhắc đến một số điểm. Tuy thế, giống như trường hợp của những nguyên tắc được thảo ra trong quyển Mein Kampf, những điểm quan trọng nhất sẽ được Đế chế Thứ Ba mang ra thi hành, với hệ lụy tàn khốc cho hàng triệu người trong và ngoài nước Đức.
Điểm thứ nhất trong bản cương lĩnh đòi hỏi hợp nhất mọi người Đức trong một nước Đức mở rộng. Đây đúng là việc mà Hitler thực hiện sau này khi sáp nhập Áo với 6 triệu người Đức và vùng Sudetenland với 6 triệu người Đức khác. Đấy cũng là đúng theo yêu sách đòi lại vùng Gdańsk và những vùng đất khác ở Ba Lan có nhiều người Đức sinh sống. Và một trong những điều bất hạnh cho thế giới là có quá nhiều người trong giai đoạn giữa hai cuộc Thế chiến đã bỏ qua hoặc chế giễu mục đích này của Quốc Xã mà Hitler đã cất công ghi trên giấy trắng mực đen. Chắc chắn là những quan điểm bài Do Thái đưa ra trong nhà hàng bia ở München ngày 24/2/1920 cũng là lời cảnh cáo kinh khủng.
Nhiều điểm trong bản cương lĩnh chỉ có tính cách mị dân nhằm lấy lòng giai cấp thấp trong giai đoạn mà họ có cảm tình với những khẩu hiệu cực đoan. Ví dụ, Điểm 11: xóa bỏ thuế thu nhập do công ăn việc làm; Điểm 12: quốc hữu hóa các tập đoàn độc quyền; Điểm 13: Nhà nước ăn chia lợi nhuận của các công nghiệp lớn; Điểm 14: bãi bỏ thuế thuê đất và cấm đầu cơ đất đai;.... Đấy là những ý tưởng sau này khiến cho Hitler cảm thấy khó xử khi giới công nghiệp và địa chủ bắt đầu rót tiền vào két sắt của đảng, và dĩ nhiên là những ý tưởng này không được thực hiện gì cả.
Cuối cùng, có hai điểm trong cương lĩnh mà Hitler sẽ thi hành ngay khi trở thành thủ tướng. Điểm 2 đòi hỏi xóa bỏ các Hòa ước Versailles và Saint-Germain. Điểm 25 trù định việc "thiết lập một quyền lực trung ương mạnh cho Nhà nước." Điểm này – cũng như Điểm 1 và Điểm 2 đòi hỏi hợp nhất mọi người Đức trong Đế chế và việc xóa bỏ các hòa ước – được chính Hitler kiên quyết đưa vào cương lĩnh. Việc này cho thấy ngay từ lúc ấy, khi mà bên ngoài München chưa có mấy ai biết đến đảng của Hitler, ông đã phóng tầm nhìn đến chân trời xa hơn dù cho có nguy cơ bị mất sự hậu thuẫn ngay trong lãnh địa của mình.
Vào lúc ấy, tư tưởng ly khai nổi lên mạnh mẽ ở Bayern. Người Bayern thường xuyên xung khắc với chính quyền trung ương vì họ yêu sách phân quyền nhiều hơn hầu Bayern có thể được tự trị. Nhưng Hitler đang nhắm đến quyền lực không những ở Bayern mà còn bao trùm cả nước Đức, và nếu muốn duy trì quyền lực như thế cần có chính quyền trung ương mạnh, xóa bỏ những bang bán tự trị trong nền Cộng hòa hiện thời và trong Đế chế Đức ngày xưa. Một trong những động thái của Hitler khi lên nắm chính quyền năm 1933 là nhanh chóng thực hiện điểm cuối cùng trong cương lĩnh của đảng mà lúc đầu không có mấy ai để ý đến. Không ai có thể trách Hitler đã không cảnh báo đầy đủ trước – trên giấy trắng mực đen – ngay từ bước khởi đầu.

## Đảng Quốc Xã bắt đầu hình thành
Tài hùng biện nóng bỏng và cương lĩnh cực đoan, dù là quan trọng đối với một đảng còn non nớt muốn thu hút sự chú ý và dành sự hậu thuẫn từ quần chúng, nhưng vẫn chưa đủ. Bây giờ Hitler chú tâm đến những việc khác – rất nhiều việc. Những dấu hiệu đầu tiên cho thấy thiên bẩm kỳ lạ của ông bắt đầu xuất hiện. Ông nghĩ cái mà quần chúng cần không phải chỉ là ý tưởng – vài ý tưởng giản đơn mà ông liên tục nhồi nhét vào đầu óc của họ – mà là những biểu tượng nhằm tranh thủ lòng trung thành của họ, những nét phô trương và màu sắc nhằm khích động họ, và những hành động khủng bố để áp đặt lòng kiên trì và tạo cho họ cảm nghĩ về quyền lực đối với kẻ yếu.
Ở Viên, Hitler đã chú ý đến cách "khủng bố tâm linh và thể chất." Bây giờ ông áp dụng cùng phương cách vào đảng của mình. Khởi đầu, đám cựu chiến binh được điều động trong các buổi đại hội để trấn áp người la ó phản đối, và nếu cần, đẩy họ ra khỏi phòng họp. Vào mùa hè 1920, ngay sau khi Hitler thêm cụm từ "Quốc gia Xã hội Chủ nghĩa" vào cái tên "Đảng Lao động Đức" để trở thành đảng có tên viết tắt là NSDAP, Hitler tổ chức cựu chiến binh thành một lực lượng máu lửa, ngụy trang dưới tên "Ban Thể dục Thể thao." Ngày 5/10/1921, lực lượng bán quân sự được chính thức đặt tên Sturmabteilung, gọi tắt là SA. Mang đồng phục màu nâu, lực lượng SA được đặt dưới sự chỉ huy của Đại úy Ehrhardt, người vừa mãn hạn tù do dính líu đến một vụ giết người.
Không mãn nguyện với việc giữ gìn trật tự trong các buổi đại hội của Quốc Xã, lực lượng SA chẳng bao lâu can dự vào việc đàn áp những đảng phái khác. Một lần, vào năm 1921 đích thân Hitler dẫn lực lượng SA tấn công một đại hội của nhóm đối lập và đánh đập một người mang tên Ballerstedt sẽ đọc diễn văn trong đại hội. Vì việc này, Hitler bị án 3 tháng tù, nhưng được trả tự do sau khi ngồi tù 1 tháng. Ông trở nên gần như là một vị thánh tử vì đạo và giành thêm hậu thuẫn. Hitler khoe khoang với cảnh sát: "Không sao cả. Chúng tôi đã đạt được mục đích. Ballerstedt không phát biểu được." Đúng như Hitler đã tuyên bố vài tháng trước:
Trong tương lai Phong trào Quốc Xã sẽ ngăn chặn một cách không khoan nhượng – bằng vũ lực nếu cần – mọi đại hội hoặc buổi diễn thuyết có thể khiến cho đồng bào của chúng ta phân tâm.
Vào mùa hè 1920, nhà họa sĩ thất bại Hitler nhưng bây giờ trở thành bậc thầy về nghệ thuật tuyên truyền, phát sinh ý tưởng mà chỉ có thể được xem là một cú đột phá của thiên tài. Ông thấy cái mà đảng đang thiếu là một huy hiệu, một lá cờ, một biểu tượng nhằm thể hiện những gì mà đảng muốn phát huy và nhằm kích thích óc tưởng tượng của quần chúng – những người sẽ tiến bước và chiến đấu dưới ngọn cờ của đảng. Sau khi đã tập trung suy nghĩ và xem xét vô số mẫu thiết kế, Hitler tạo nên một lá cờ nền màu đỏ, ở giữa có một đĩa tròn màu trắng trong đó in hình chữ thập ngoặc màu đen. Hình chữ thập ngoặc này đã có từ ngàn xưa, sẽ trở nên một biểu tượng mạnh mẽ và đáng sợ của Đảng Quốc Xã và cuối cùng là của cả nước Đức.
Chẳng bao lâu, lực lượng SA và đảng viên Quốc Xã mang băng tay có hình chữ thập ngoặc, và hai năm sau Hitler thiết kế lá cờ nghi thức để mang đi trong những cuộc diễu hành và để giăng lên sau khán đài của những buổi mít-tinh.
Những tác phẩm này không hẳn là "mỹ thuật," nhưng là nghệ thuật tuyên truyền ở đẳng cấp đỉnh cao tính cho đến thời điểm bấy giờ. Đảng Quốc Xã bây giờ có một biểu tượng mà không đảng phái nào khác sánh bằng. Hình chữ thập ngoặc tự nó toát ra một sức mạnh huyền bí, để lôi kéo quần chúng hành động theo một đường hướng mới, và họ bắt đầu tụ hội dưới lá cờ của Quốc Xã.

## Bước tiến của "Lãnh tụ"
Vào mùa hè 1921, con người xách động trẻ tuổi – vốn đã thể hiện một cách đáng kinh ngạc tài năng hùng biện, tổ chức và tuyên truyền – bây giờ nắm quyền lãnh đạo độc tôn của đảng. Khi hành động như thế, Hitler đã cho các đồng chí của mình lần đầu tiên nếm trải bản tính tàn độc và óc tinh ranh về chiến thuật mà nhờ đấy ông sẽ gặt hái thêm thắng lợi trong những cuộc khủng hoảng quan trọng hơn sau này.
Đầu mùa hè này, Hitler đi đến Berlin nhằm tiếp xúc với vài phe nhóm theo chủ nghĩa quốc gia hầu có thể mở rộng phong trào Quốc Xã ra toàn nước Đức. Trong khi ông đi vắng, những ủy viên trung ương khác của Đảng Quốc Xã thấy có cơ hội để thách thức quyền lãnh đạo của ông. Hitler đã trở nên quá độc đoán với họ. Thế là họ trù định sáp nhập với những phe nhóm có chủ kiến tương tự, nghĩ rằng khi ấy ảnh hưởng của Hitler sẽ suy yếu.
Nhận ra vị thế của mình bị đe dọa, Hitler vội vã trở về München để dập tắt những người mà ông gọi là "mất trí điên rồ." Ông xin rút ra khỏi đảng. Những ủy viên trung ương khác thấy ngay là đảng không thể mất ông. Hitler không chỉ là nhà hùng biện tài giỏi nhất, mà còn là nhà tổ chức và tuyên truyền hữu hiệu nhất. Hơn nữa, chính Hitler là người mang về phần lớn ngân khoản đóng góp cho đảng – từ những buổi đại hội có ông phát biểu và từ những nguồn khác kể cả Quân đội. Nếu ông ra đi, chắc chắn Đảng Quốc Xã sẽ tan rã. Trung ương đảng khước từ ý nguyện của Hitler. Sau khi đã nhận thức rõ vị thế của mình, bây giờ Hitler bắt buộc các nhà lãnh đạo khác của đảng phải nhượng bộ. Ông đòi hỏi quyền độc tài cho mình với tư cách là vị lãnh đạo duy nhất của đảng, xóa bỏ Trung ương Đảng và chấm dứt mưu đồ thỏa hiệp với các phe nhóm khác.
Các ủy viên trung ương khác không thể chấp nhận. Dưới sự cầm đầu của Anton Drexler, người sáng lập đảng, họ soạn ra một bản kết án nhà độc tài và cho lưu hành dưới dạng tờ bướm. Đây là lời kết án hệ trọng nhất mà Hitler từng đối đầu trong nội bộ đảng của mình – đấy là, từ những người đã nhận ra bản chất của ông:
Lòng khao khát quyền lực và tham vọng cá nhân đã khiến cho Ông Adolf Hitler trở về... Càng ngày càng thấy rõ rằng mục đích của ông chỉ là lợi dụng Đảng Quốc Xã để làm bàn đạp cho mưu đồ vô đạo đức của ông, và đoạt lấy quyền lãnh đạo nhằm thúc ép Đảng đi theo một chiều hướng khác...
Hitler lập tức khởi kiện các tác giả của tờ bướm về tội vu khống, và trong một buổi đại hội, Drexler phải công khai rút lại bản kết án.
Hitler đưa điều kiện để dàn hòa: xóa bỏ Trung ương Đảng và cho ông nắm chức chủ tịch đảng với quyền hành độc tôn. Drexler được đẩy lên làm chủ tịch danh dự, và chẳng bao lâu bị cho ra rìa. Drexler rời khỏi đảng năm 1923 nhưng giữ chức vụ Phó Chủ tịch Nghị viện Bayern trong giai đoạn 1924-1928. Năm 1930, ông dàn hòa với Hitler nhưng không bao giờ trở lại chính trường.
Tháng 7/1921, "nguyên tắc lãnh đạo" được thiết lập, trở thành điều luật trước nhất cho Đảng Quốc Xã và sau đấy cho Đế chế Thứ Ba. "Lãnh tụ" đã xuất hiện trên chính trường nước Đức.
Vị "lãnh tụ" bây giờ bắt đầu lo tái tổ chức đảng. Đảng dời về trụ sở mới rộng hơn, sáng sủa hơn. Có thêm máy đánh chữ, tủ hồ sơ, nội thất, điện thoại, và một thư ký lãnh lương toàn thời gian.
Đảng tiếp tục nhận thêm đóng góp tài chính. Gần một năm về trước, tháng 10/1920, đảng đã mua lại tờ báo Voelkischer Beobachter có xu hướng bài Do Thái, xuất bản mỗi tuần 2 lần, nhưng đang mang nợ. Hitler không cho biết nguồn gốc số tiền 60.000 Mác Đức dùng để mua lại tờ báo, nhưng rất có thể đấy là từ quỹ mật của Quân đội. Từ đầu năm 1923, tờ báo được phát hành hàng ngày, qua đấy Hitler có một nhật báo làm tiếng nói cho Quốc Xã. Điều hành một tờ nhật báo cần thêm ngân khoản, và nhiều người giàu có bỏ tiền đóng góp.
Ngày 1/4/1920, ngày mà Đảng Lao động Đức trở thành Đảng Lao động Đức Quốc gia Xã hội Chủ nghĩa – từ đấy có tên tắt "Quốc Xã" – Hitler rời bỏ hẳn quân ngũ. Từ lúc này, ông dành tất cả thời giờ cho Đảng Quốc Xã, mà ông không bao giờ hưởng lương từ ngân quỹ của đảng.

## Quốc Xã đi vào chính quyền
Sau vụ Đảo chính Nhà hàng Bia ngày 8/11/1923, Hitler phải vào tù. Nhờ cơ hội này mà ông viết quyển Mein Kampf trình bày tư tưởng và cương lĩnh hoạt động của ông.
Trong cuộc tổng tuyển cử ngày 20/5/1928, Đảng Quốc Xã chỉ chiếm hơn chục ghế trong tổng số 491 ghế của Nghị viện. Vào năm này, 1928, số đảng viên Quốc Xã còn ít ỏi, 108.000 người, nhưng đang tăng dần dần.
Hitler có tài tổ chức, ông hùng hục lao vào công việc tái lập Đảng Quốc Xã và biến nó thành một tổ chức mà Đức chưa hề thấy từ trước đến giờ. Ông có ý đồ tổ chức đảng như là một quân đội – một nhà nước trong một nhà nước. Công tác đầu tiên là thu hút đảng viên nộp phí gia nhập. Vào cuối năm 1925, chỉ có 27.000 đảng viên. Đảng phát triển một cách chậm chạp, nhưng mỗi năm đều có tiến bộ: 49.000 đảng viên năm 1926; 72.000 năm 1927; 108.000 năm 1928; 178.000 năm 1929.
Quan trọng hơn là việc thành lập cơ sở đảng hoàn chỉnh tương ứng với tổ chức hành chính của Đức và cũng giống với xã hội Đức. Nước Đức được chia ra thành vùng (gaue), tương đương với 34 đơn vị trong các kỳ bầu cử Nghị viện, và Hitler đích thân bổ nhiệm đảng viên làm gauleiter (như xứ ủy) đứng đầu mỗi vùng. Còn có thêm 7 vùng ở Áo, Gdańsk, Saar và Sudetenland ở Tiệp Khắc. Mỗi vùng được chia ra thành những cấp nhỏ hơn. Riêng thành phố được chia nhỏ thêm thành cấp khu phố và tổ dân phố. Trên lý thuyết, bí thư đảng ủy chỉ là đại diện của Đảng Quốc Xã có chức năng điều phối hoạt động của đảng tại địa phương và "cố vấn" cho chính quyền địa phương. Trên thực tế, đảng ủy, nhất là xứ ủy, có quyền hành bao trùm mọi lĩnh vực điều hành tại địa phương.
Tổ chức chính trị của Đảng Quốc Xã được chia ra làm hai nhóm: P.O. I có nhiệm vụ tấn công và khuynh đảo chính phủ; P.O. II có chức năng giống như nhà nước trong một nhà nước. Vì thế, nhóm thứ hai có các ban Nông nghiệp, Tư pháp, Kinh tế Quốc gia, Nội vụ, Lao động, Xây dựng và – với tầm nhìn hướng đến tương lai – Chủng tộc-Văn hóa. P.O. I có các ban Ngoại giao, Nghiệp đoàn và Văn phòng Báo chí. Ban Tuyên truyền đứng độc lập và được tổ chức một cách tinh vi.
Dù một số kẻ vô lại và kẻ chuyên gây bạo động phản đối việc nhận phụ nữ và trẻ em vào đảng, Hitler vẫn thành lập những tổ chức cho họ. Đoàn Thanh niên Hitler nhận lứa tuổi 15-18 và có các ban Văn hóa, Giáo dục, Báo chí, Tuyên truyền, "Thể thao Tự vệ," v.v... Lứa tuổi 10-15 được nhận vào Đoàn Thiếu niên. Thanh nữ và phụ nữ có những tổ chức tương tự. Sinh viên, giáo chức, công chức, bác sĩ, luật sư, bồi thẩm đoàn đều có tổ chức riêng biệt, và cũng có tổ chức để thu hút giới trí thức và nghệ sĩ.
Sau nhiều khó khăn, SA được tổ chức lại thành một lực lượng vũ trang gồm vài trăm nghìn người để bảo vệ buổi họp của Quốc Xã, giải tán buổi họp của đối thủ và nói chung khủng bố người chống lại Hitler. Vài người chỉ huy còn hy vọng SA sẽ thay thế quân đội chính quy một khi Hitler lên nắm chính quyền. Để chuẩn bị cho việc này, một cơ quan đặc biệt được thành lập dưới quyền của Tướng Franz Ritter von Epp, gồm có 5 phòng liên quan đến quốc phòng. Nhưng lực lượng SA vẫn là một nhóm ô hợp chuyên gây rối. Nhiều người chỉ huy hàng đầu của lực lượng này, bắt đầu từ Tham mưu trưởng Röhm, là người đồng tính luyến ái. Trung úy Edmund Heines, chỉ huy trưởng SA ở München, không chỉ là đồng tính luyến ái mà còn là kẻ giết người có tiền án. Hai người này và thêm hàng chục người khác luôn gây gổ và chia nhau kết bè kết đảng theo cách đàn ông có xu hướng giới tính lệch lạc ghen tuông với nhau.
Để được sự hỗ trợ đáng tin cậy hơn, Hitler thành lập lực lượng SS – Schutzstaffel – mặc đồng phục màu đen tương tự như đội quân của Phát-xít Ý và buộc họ phải cất lời thề trung thành với chính cá nhân ông. Lúc đầu, lực lượng SS chỉ là những cận vệ cho Hitler. Mãi đến năm 1929, Hitler mới tìm ra được người lãnh đạo lý tưởng của SS: một người nuôi gà cư ngụ gần München có tên là Heinrich Himmler. Ông có tư thái dịu dàng mà người ta dễ nhầm lẫn là một thầy giáo làng quê (tác giả khi gặp ông lần đầu cũng có ấn tượng nhầm lẫn như thế). Khi Himmler nhận chức vụ chỉ huy trưởng, lực lượng SS có khoảng 200 người. Cuối cùng, lực lượng SS ngự trị nước Đức và là một cái tên gây kinh hoàng cho mọi vùng bị Đức chiếm đóng ở châu Âu.
Trên tất cả là Adolf Hitler, với chức vụ chính thức là "Lãnh tụ Tối cao của Đảng và SA, Chủ tịch Tổ chức Lao động Quốc gia Xã hội Chủ nghĩa Đức." Ngay dưới văn phòng của Hitler là Bộ Chỉ huy Đế chế (Reichsleitung, tương tự Bộ Chính trị) quy tụ những lãnh đạo cao nhất của đảng và có những chức vụ như "Trưởng Kho bạc Đế chế" và "Quản trị viên Kinh doanh Đế chế."
Trong chiến dịch tranh cử cho cuộc tổng tuyển cử ngày 14/9/1930, cuồng loạn, Hitler hứa hẹn với hàng triệu người đang bất mãn rằng ông sẽ làm cho nước Đức hùng mạnh trở lại, từ chối việc trả bồi thường chiến tranh, chối bỏ Hòa ước Versailles, quét sạch tham nhũng, triệt hạ những trùm tài phiệt (đặc biệt nếu họ là người Do Thái), và đảm bảo mỗi người Đức đều có việc làm và bánh mỳ. Đối với những người đang đói kém mong cho cuộc sống bớt khổ và cũng đang tìm kiếm niềm tin mới, lời hứa như thế nghe thật hấp dẫn. Dù đã mang nhiều kỳ vọng, Hitler vẫn kinh ngạc khi biết kết quả tổng tuyển cử. Hai năm trước, Đảng Quốc Xã của ông chiếm 12 ghế. Lần này, ông mong số ghế sẽ tăng lên gấp 4 lần, có lẽ được 50 ghế. Thực tế còn hơn thế nữa: Đảng Quốc Xã chiếm 107 ghế, từ vị trí thứ chín và là đảng nhỏ nhất trong Nghị viện nhảy lên thành đảng lớn thứ nhì.
Cuộc bầu cử Nghị viện ngày 31/7/1932 là cuộc tổng tuyển cử thứ ba ở Đức thời Cộng hòa Veimar trong vòng 5 tháng, nhưng thay vì mệt mỏi Quốc Xã lại lao vào chiến dịch vận động với tinh thần cuồng tín và hăng say hơn bao giờ. Xét qua số người tụ tập để nghe Hitler phát biểu, rõ ràng là Quốc Xã đang thắng thế. Chỉ trong một ngày, Hitler phát biểu trước 60.000 người ở Brandenburg, khoảng ngần ấy số người ở Potsdam, rồi đến tối với 120.000 người trong Sân Vận động Grunewald khổng lồ ở Berlin và bên ngoài có thêm 100.000 người nghe tiếng nói của ông qua loa phóng thanh.
Cuộc tổng tuyển cử ngày 31 tháng 7 mang lại thắng lợi vang dội cho Đảng Quốc Xã. Họ chiếm 230 ghế trong Nghị viện, đứng hàng đầu tuy vẫn chưa được đa số tuyệt đối trong tổng số 608 ghế. Ngoại trừ người Công giáo, các tầng lớp trung lưu và thượng lưu đều bỏ phiếu cho Quốc Xã. Khi Nghị viện nhóm họp ngày 30/8/1932, Đảng Trung dung Đức cùng với Đảng Quốc Xã bầu Göring làm Chủ tịch Nghị viện. Lần đầu tiên, một đảng viên Quốc Xã ngồi vào ghế này khi Nghị viện họp lại ngày 12/9 để bắt đầu kỳ họp làm việc. Göring khai thác cơ hội này đến mức tối đa: ông cho biểu quyết giải tán Nghị viện!
Cử tri đi bầu trong kỳ tổng tuyển cử kế tiếp ngày 6/11/1932. Quốc Xã mất 34 ghế ở Nghị viện, còn lại 196 ghế. Dù Quốc Xã vẫn còn là đảng lớn nhất, việc bị mất 2 triệu phiếu là bước thụt lùi nghiêm trọng. Lần đầu tiên, ngọn triều của Quốc Xã đang rút xuống, từ vị trí kém hơn đa số tuyệt đối xuống đến mức còn thấp hơn nữa. Ngày 2/12/1932, Tướng Kurt von Schleicher trở thành thủ tướng, nhưng ngày 23/1/1933, ông đến gặp Tổng thống Hindenburg, thú nhận rằng không thể tạo đa số trong Nghị viện, yêu cầu giải tán Nghị viện. Nhưng Hindenburg không chịu, mà giao cho Papen nhiệm vụ tìm khả năng lập chính phủ dưới quyền của Hitler "chiếu theo những điều khoản của Hiến pháp."
Ngày 30/1/1933, Hitler trở thành thủ tướng Đức. Quốc Xã thuộc phe thiểu số trong chính phủ; họ chỉ có 3 trong số 11 chức vụ trong nội các, lại không phải ở vị trí chủ chốt ngoại trừ chức thủ tướng. Nhưng Hitler lừa dối tất cả mọi ni: ông báo cáo với nội các rằng Đảng Trung dung Đức đã đưa ra những yêu sách quá đáng và không có cơ hội thỏa hiệp. Vì thế, Hitler đề xuất yêu cầu Tổng thống giải tán Nghị viện và quy định kỳ tổng tuyển cử mới. Hugenberg và Papen bị sa vào bẫy, nhưng sau khi Hitler long trọng trấn an là nội các sẽ được giữ nguyên bất kể kết quả tổng tuyển cử sẽ như thế nào, cả hai đồng ý. Kỳ tổng tuyển cử mới được ấn định vào ngày 5/3/1933.
Vào buổi tối 27/2/1933, xảy ra vụ hỏa hoạn ở Tòa nhà Nghị viện. Có đủ chứng cứ hợp lý cho thấy chính Quốc Xã đã lên kế hoạch và tạo ra đám cháy nhằm phục vụ mưu đồ chính trị của họ. Quốc Xã quy kết vụ việc cho Cộng sản. Nhân cơ hội này, Hitler yêu cầu Tổng thống ký nghị định "Cho việc Bảo vệ Nhân dân và Nhà nước" đình chỉ bảy đoạn trong Hiến pháp đảm bảo quyền tự do cá nhân.
Với mọi nguồn lực của các chính phủ trung ương và Bang Phổ nắm trong tay và với túi tiền đầy ắp mà các doanh nghiệp đổ vào, Quốc Xã mở chiến dịch tuyên truyền vận động theo tầm mức nước Đức chưa từng thấy bao giờ. Lần đầu tiên, đài truyền thanh của Nhà nước phát đi giọng nói của Hitler, Göring và Göbbels đến mọi miền của đất nước. Đường phố giăng đầy cờ mang chữ thập ngược, vang vọng tiếng bước của binh sĩ SA. Những cuộc mít-tinh, diễu hành đốt đuốc buổi tối và âm thanh lan khắp các quảng trường. những tấm pa-nô đầy dẫy hình ảnh tuyên truyền rực rỡ của Quốc Xã, và trong đêm tối ánh lửa trại soi sáng những triền đồi. Cử tri bị phỉnh phờ với những lời hứa về thiên đường Đức, bị đội quân áo nâu trên đường phố dọa dẫm khủng bố và kinh hãi vì những "phát hiện" về cuộc "cách mạng" của Cộng sản. Dù cho bao khủng bố và đe dọa, đa số cử tri vẫn chống lại Hitler. Đảng Quốc Xã dẫn đầu, nhưng chỉ thu được 44% số phiếu. Hitler vẫn chưa đạt đa số.
Làm thế nào đạt đa số là sự "vắng mặt" của 81 đại biểu Cộng sản trong Nghị viện. Göring đảm bảo là những vấn đề còn lại sẽ được giải quyết xong xuôi "bằng cách cấm cửa một ít đại biểu Dân chủ Xã hội." Nghị định của Tổng thống ngày 28/2 sau ngày tòa nhà Nghị viện bị cháy cho phép ông bắt giữ bao nhiêu đại biểu phe đối lập tùy thích để đảm bảo đạt hai phần ba số phiếu của đại biểu hiện diện.

## Quốc Xã nắm quyền lực tuyệt đối
Ngày 23/3/1933, Hitler đòi hỏi Nghị viện phê chuẩn Luật Trao quyền – có tên chính thức là "Luật Phòng chống Tai họa của Nhân dân và Đế chế." Luật gồm có năm đoạn ngắn, tước đoạt quyền lập pháp của Nghị viện kể cả quyền kiểm soát ngân sách Đế chế, phê chuẩn hiệp ước với nước ngoài và tu chính hiến pháp, và trao các quyền này cho nội các trong thời hạn bốn năm. Thêm nữa, Luật Trao quyền quy định Thủ tướng sẽ soạn thảo và ban hành luật mới "có thể dị biệt với hiến pháp." Thế là, nền dân chủ nghị viện rốt cuộc đã bị chôn vùi.
Từng định chế mạnh nhất của Đức tuần tự đầu hàng Hitler để rồi mất bóng một cách im lìm, không một thái độ phản đối.
Các bang trong nền Cộng hòa, vốn đã ngoan cường duy trì quyền lực riêng rẽ suốt lịch sử của Đức, là những định chế sụp đổ đầu tiên. Ngày 9/3, Quốc Xã giải tán chính quyền Bang Bayern và thiết lập chế độ Quốc Xã. Trong vòng một tuần, chế độ Quốc Xã cũng được thiết lập ở bang khác, ngoại trừ Phổ, nơi Göring đã vững chắc nắm quyền kiểm soát.
Ngày 31/3, Hitler và Frick lần đầu tiên áp dụng Luật Trao quyền. Một luật được ban hành giải tán tất cả nghị viện của bang ngoại trừ Phổ và ra lệnh cho họ tổ chức lại dựa trên tỷ lệ số phiếu trong kỳ tổng tuyển cử vừa qua. Đại biểu Cộng sản không được nhận trở lại. Nhưng giải pháp này chỉ kéo dài một tuần. Ngày 7/4, làm việc với tốc độ chóng mặt, Hitler ban hành luật mới, cử Thống đốc Quốc Xã ở mọi bang, giao quyền cho họ chỉ định và dẹp bỏ cơ cấu chính quyền bang, giải tán nghị viện, bổ nhiệm và cách chức công nhân viên và thẩm phán của bang. Các Thống đốc bang đều là đảng viên Quốc Xã và được "yêu cầu" thực hiện "chính sách tổng quát do Thủ tướng Đế chế đề ra."
Vì thế, trong vòng nửa tháng từ khi nhận quyền hành từ Nghị viện, Hitler đã hoàn tất những việc mà Bismarck, Wilhelm II và nền Cộng hòa Đức không bao giờ dám thử làm: xóa bỏ mọi quyền hạn của bang vốn đã tồn tại lâu đời theo dòng lịch sử và đặt họ dưới sự kiểm soát của chính quyền trung ương, tức nằm trong tay Hitler.
Ngày 30/1/1934, kỷ niệm tròn năm Hitler nhậm chức Thủ tướng, Hitler chính thức hoàn tất công việc qua Luật Tái lập Đế chế. Tất cả thể chế dân cử bị xóa bỏ, quyền điều hành bang được chuyển về trung ương, mọi cơ cấu chính quyền bang được đặt dưới chính phủ Đế chế, thống đốc bang được đặt dưới hệ thống hành chính của Bộ Nội vụ Đế chế thuộc quyền Frick. Phần mở đầu của Luật Tái lập Đế chế tuyên bố rằng luật "được ban hành với sự biểu quyết nhất trí của Nghị viện." Điều này là đúng, vì bây giờ mọi đảng phái chính trị của Đức – ngoại trừ Quốc Xã – đều đã bị giải tán.

## Ngày tàn
Chiều ngày Thứ Hai, 30 tháng 4 năm 1945, Lãnh tụ Hitler của Đảng Quốc Xã tự sát, Trong Tuyên cáo Chính trị trước khi tự sát, Hitler cử Bormann là Bộ trưởng Đảng – là một chức vụ mới. Chức vụ "Lãnh tụ" được thay thế bằng "Tổng thống" do Đại đô đốc Karl Dönitz nắm giữ trong vòng hai mươi ba ngày.
Đế chế thứ Ba tồn tại thêm bảy ngày sau cái chết của Hitler: ngày 7/5/1945, Đức đầu hàng vô điều kiện.